# هيناء (نهم)

تعديل مصدري - تعديل

هيناء هي إحدى قرى عزلة عيال غفير بمديرية نهم التابعة لمحافظة صنعاء، بلغ تعداد سكانها 224 نسمة حسب تعداد اليمن لعام 2004.